# Love Street
"Love Street" é uma canção gravada pela banda estadunidense The Doors. Sequenciada como a segunda faixa do álbum Waiting for the Sun (1968), sua letra foi escrita pelo vocalista Jim Morrison e, como outras de suas canções, foi dedicada à sua namorada Pamela Courson.
"Love Street" raramente foi tocada em apresentações ao vivo pelo grupo; no entanto, uma apresentação pode ser encontrada de um concerto realizado em Estocolmo, na Suécia, durante sua turnê europeia de 1968.

## Antecedentes
A canção era originalmente um poema escrito pelo vocalista Jim Morrison sobre a rua de Laurel Canyon, em Los Angeles, Califórnia, onde morava com sua namorada Pamela Courson e observava os hippies passarem.
A canção é conhecida pela narração falada de Morrison, que ocorre no meio da composição:

I see you live on Love Street

There's this store where the creatures meet

I wonder what they do in there?

Summer Sunday and a year

I guess I like it fine, so far
O verso termina com uma nota ambígua (com o verso "I guess I like it fine so far"). Morrison se refere à Canyon Country Store, do outro lado da rua de sua casa. Ele também escreveu a maior parte do álbum Waiting for the Sun e grande parte de The Soft Parade na residência. A casa foi parcialmente danificada durante uma onda de incêndios criminosos em 30 de dezembro de 2011; a varanda foi destruída.

## Recepção
Após o lançamento, Morrison relatou que preferia "Love Street" ao seu lado A, "Hello, I Love You", afirmando que certamente não era "um dos nossos melhores". "Love Street" foi elogiada por muitos críticos por seu estilo convencional, com o Guardian classificando-a como a 27.ª melhor canção do Doors. O crítico Narendra Kusnur, da Rolling Stone, considerou-a uma das dez canções mais subestimadas de Morrison, elogiando particularmente seu desempenho vocal. Em uma análise para o AllMusic, o crítico Lindsay Planer chamou-a de "balada ágil e melódica", enquanto o crítico musical Paul Williams, da Crawdaddy!, a descreveu como "música ousada, até mesmo visionária". Alguns destacaram seu "toque pop barroco".
O baterista do Doors, John Densmore, descreveu o solo de Ray Manzarek durante a ponte como "nada chamativo", mas expressou que "me deixa animado todas as vezes porque a frase é muito forte, precisa e, ao mesmo tempo, relaxada". Planer também elogiou o teclado de Ray Manzarek como sendo "intrincado e melódico" nas pontes, mas reclama que a guitarra "dolorosamente discreta e jazzística" de Robby Krieger às vezes fica enterrada sob a bateria e o teclado. O músico inglês David Bowie citou "Love Street" como uma de suas canções favoritas de todos os tempos.